# Pandurii Târgu Jiu
Pandurii Târgu Jiu, właśc. Clubul Sportiv Pandurii Lignitul Târgu Jiu – rumuński klub piłkarski z siedzibą w Târgu Jiu, leżącym u podnóża Karpat Południowych.

## Historia
Klub został założony w 1963 roku. Jednak do pierwszej ligi rumuńskiej awansował po raz pierwszy dopiero w sezonie 2004/2005. W 2006 roku spadł do drugiej ligi i na tym szczeblu rozgrywek grał przez rok. Od 2007 roku Pandurii ponownie występuje w pierwszej lidze. W 2009 roku zajął w niej 11. miejsce, a w 2013 roku zdobyli wicemistrzostwo Rumunii i dzięki temu zagrali w eliminacjach do Ligi Europy UEFA. W eliminacjach Pandurii pokonało kolejno Levadię Tallin (4:0, 0:0), Hapoel Tel Awiw (1:1, 2:1) oraz SC Bragę (0:1, 2:0), dzięki czemu klub awansował do fazy grupowej Ligi Europy.

## Reprezentanci kraju grający w klubie
- Ilie Balaci
- Cornel Buta
- Liviu Ciobotariu
- Tiberiu Lung
- Ionuț Luțu
- Victor Pițurcă
- Marius Popa
- Răzvan Stanca
- Jury Cyhałka
- Adnan Gušo
- Nicolas Alnoudji
- Armel Mamouna-Ossila
- Marco Soares
- Constant Djakpa

## Europejskie puchary
Legenda do wszystkich tabel:
- Q – runda eliminacyjna, 1/16, 1/8, 1/4, 1/2 – odpowiednia faza rozgrywek, Grupa – runda grupowa, 1r gr – pierwsza runda grupowa, 2r gr – druga runda grupowa, F – finał, R – runda, PO – play-off
- k. – rzuty karne, los. – losowanie, Dogr. – dogrywka, w. – zasada bramek strzelonych na wyjeździe

| Sezon   | Rozgrywki   | Runda   | Przeciwnik           | Dom | Wyjazd | Ogólnie    |
| ------- | ----------- | ------- | -------------------- | --- | ------ | ---------- |
| 2013/14 | Liga Europy | 2Q      | Levadia              | 4–0 | 0–0    | 4–0        |
| 2013/14 | Liga Europy | 3Q      | Hapoel Tel Awiw      | 1–1 | 2–1    | 3–2        |
| 2013/14 | Liga Europy | PO      | SC Braga             | 0–1 | 2–0    | 2–1, Dogr. |
| 2013/14 | Liga Europy | Grupa E | ACF Fiorentina       | 1–2 | 0–3    | 4. miejsce |
| 2013/14 | Liga Europy | Grupa E | Dnipro               | 0–1 | 1–4    | 4. miejsce |
| 2013/14 | Liga Europy | Grupa E | FC Paços de Ferreira | 0–0 | 1–1    | 4. miejsce |
| 2016/17 | Liga Europy | 3Q      | Maccabi Tel Awiw     | 1–3 | 1–2    | 2–5        |